# Rejon krutichiński
Rejon krutichiński (ros. Крутихинский район) – rejon na terenie wchodzącego w skład Rosji syberyjskiego Kraju Ałtajskiego.
Rejon leży w północnej części Kraju Ałtajskiego i ma powierzchnię 2.051 km². Na jego obszarze żyje ok. 13,8 tys. osób; całość populacji stanowi ludność wiejska, gdyż w skład tej jednostki podziału terytorialnego nie wchodzi żadne miasto. Ludność rejonu zamieszkuje w 17 wsiach.
Ośrodkiem administracyjnym rejonu jest wieś Kruticha.
Rejon został utworzony w 1974 r.